# Pinar de Losana
Pinar de Losana este o arie protejată (arie specială de conservare — SAC, sit de importanță comunitară — SCI) din Spania întinsă pe o suprafață de 800,53 ha, integral pe uscat.

## Localizare
Centrul sitului Pinar de Losana este situat la coordonatele 41°17′11″N 3°03′05″W / 41.2863°N 3.0513°V.

## Înființare
Situl Pinar de Losana a fost declarat sit de importanță comunitară în februarie 2004 pentru a proteja 2 specii de animale. Situl a fost protejat și ca arie specială de conservare în septembrie 2015.

## Biodiversitate
Situată în ecoregiunea mediteraneană, aria protejată conține 13 habitate naturale: Păduri de stejar galițio-portugheze cu Quercus robur și Quercus pyrenaica, Pante stâncoase calcaroase cu vegetație casmofită, Pajiști alpine și subalpine calcaroase, Matorral arborescenți cu Juniperus spp., Pajiști uscate seminaturale și facies de acoperire cu tufișuri pe substraturi calcaroase (Festuco-Brometalia) (* situri importante pentru orhidee), Pante stâncoase silicioase cu vegetație casmofită, Lande oro-mediteraneene cu formațiuni endemice de grozamă, Păduri de pin (sub-) mediteraneene cu pini negri endemici, Galerii de Salix alba și de Populus alba, Pajiști cu Molinia pe soluri calcaroase, turboase sau argilos-nămoloase (Molinion caeruleae), Liziere de ierburi înalte hidrofile de câmpie și de nivel montan până la alpin, Păduri iberice de Quercus faginea și Quercus canariensis, Pseudostepă cu ierburi și specii anuale de Thero-Brachypodietea.
La baza desemnării sitului se află mai multe specii protejate:
- mamifere (1): lupul (Canis lupus)
- reptile (1): Lacerta schreiberi

Pe lângă speciile protejate, pe teritoriul sitului au mai fost identificate 7 specii de plante, 1 specie de amfibieni, 2 specii de mamifere, 1 specie de reptile.